# Havre – Caumartin (Métro Paris)

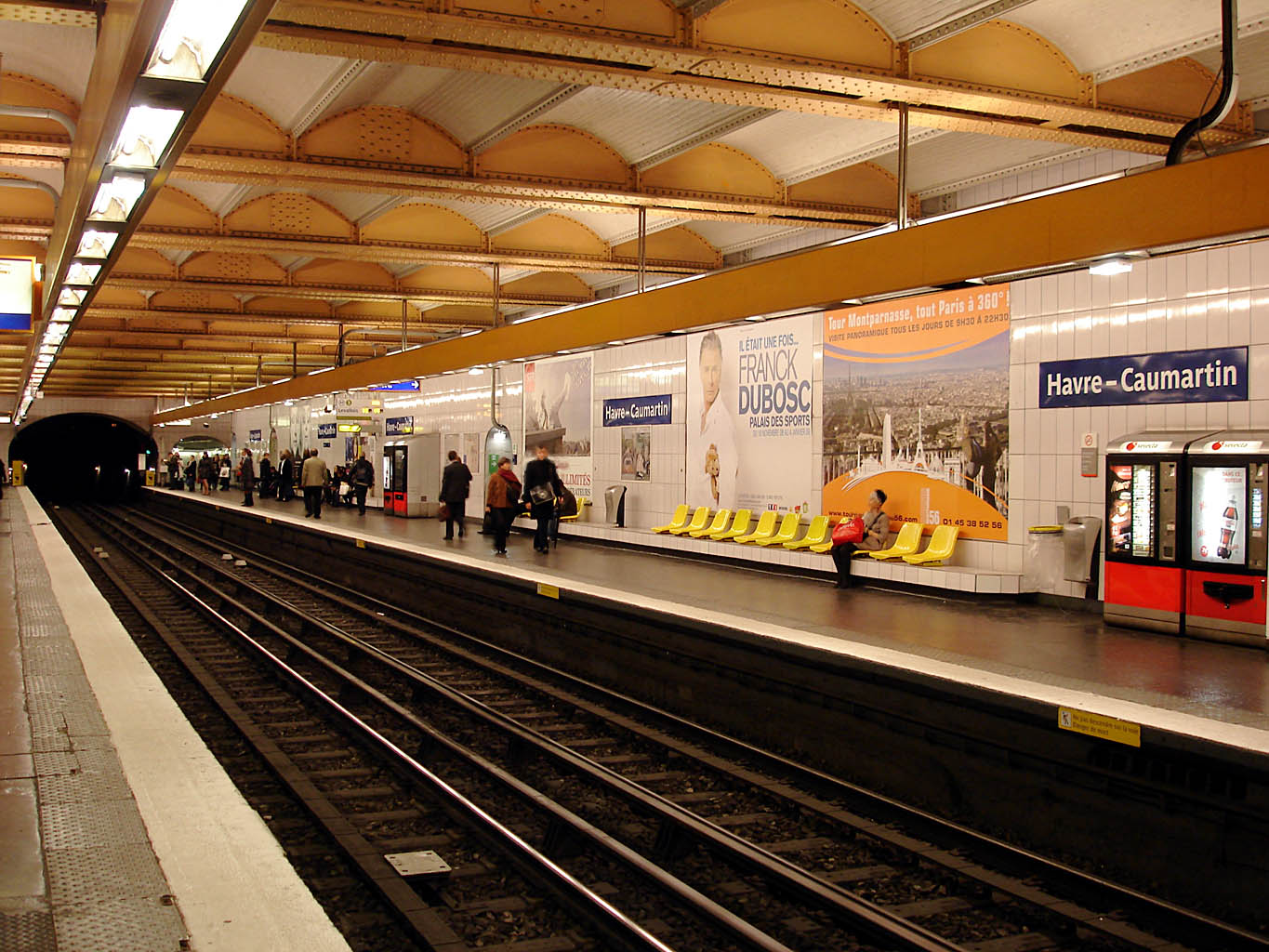
Station der Linie 3

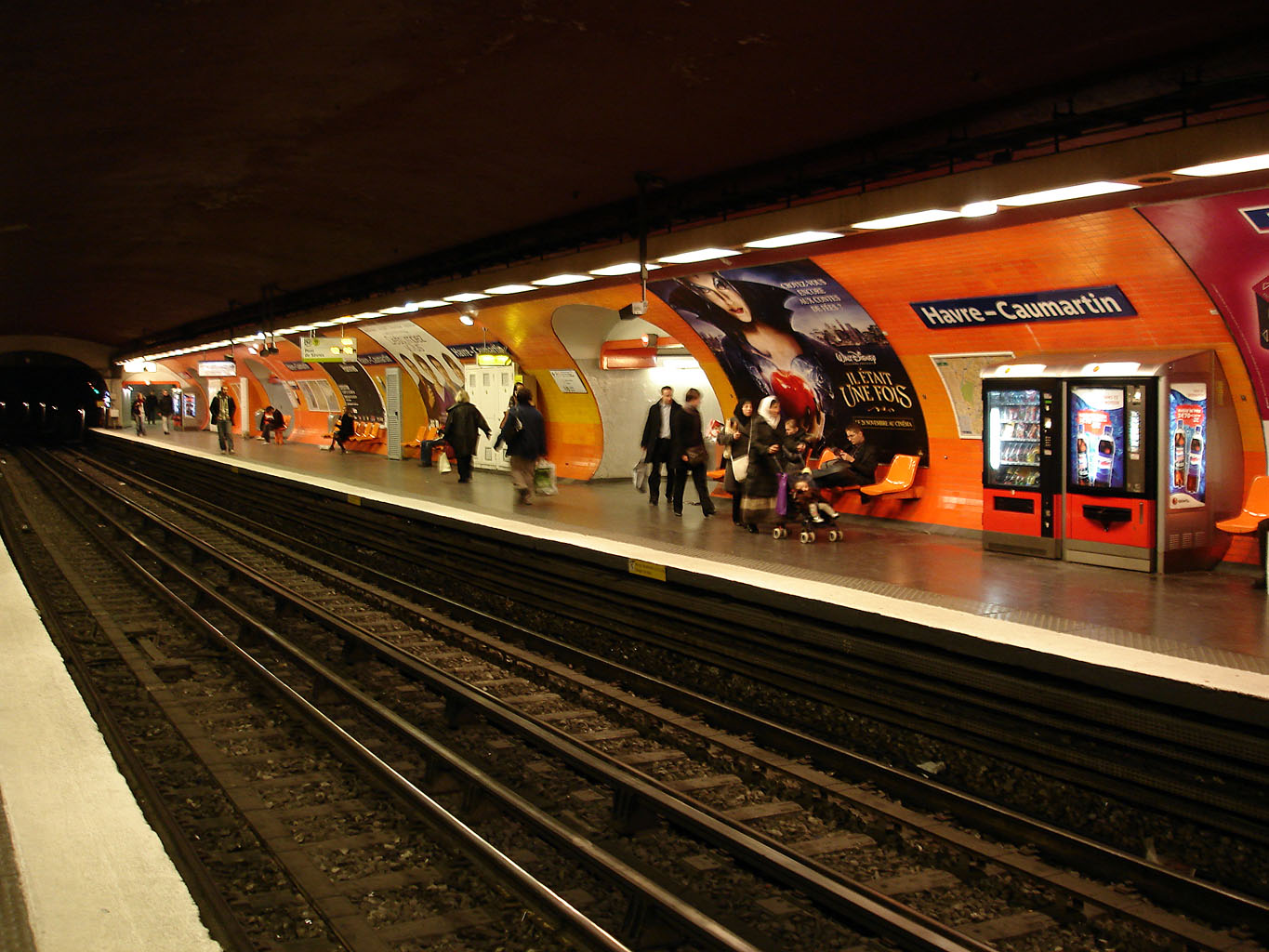
Station der Linie 9 mit „Mouton-Duvernet“-Dekor

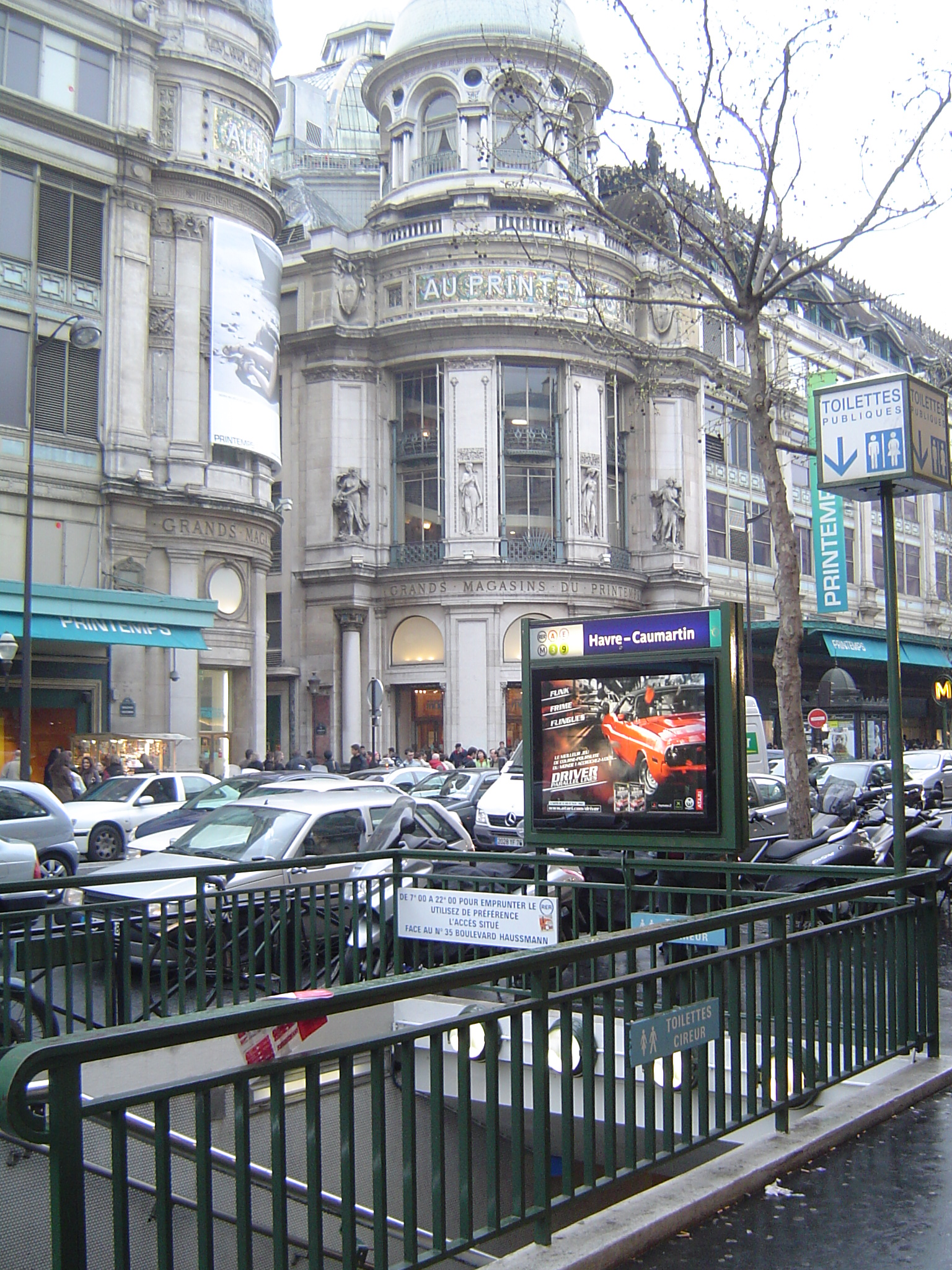
Zugang am Boulevard Haussmann, im Hintergrund das Warenhaus Printemps

Havre – Caumartin [avʁ(ə) komaʁtɛ̃] ist ein unterirdischer Umsteigebahnhof der Pariser Métro. Er wird von den Linien 3 und 9 bedient. Am unterirdisch verknüpften Bahnhof Auber kann zur S-Bahn-ähnlichen Linie RER A umgestiegen werden, auch die Metrostationen Saint-Augustin, Saint-Lazare und Opéra sind über Verbindungsgänge erreichbar.

## Lage
Der U-Bahnhof befindet sich im Quartier de la Chaussée-d’Antin des 9. Arrondissements von Paris. Die Station der Linie 3 liegt längs unter der Rue Auber, die der Linie 9 längs unter dem Boulevard Haussmann in Höhe der Rue de Caumartin.

## Name
Namengebend sind die dort den Boulevard Haussmann kreuzende Rue de Caumartin und die einmündende Rue du Havre. Letztere erhielt ihren Namen 1845, da sie zum Bahnhof Gare Saint-Lazare (damals: Embarcadère de l’Ouest) führt. Dort beginnen die Züge in Richtung Nordwesten bis zur Hafenstadt Le Havre.
Bis 1926 hieß die Station nur „Caumartin“. Die Familie Le Fèvre de Caumartin brachte mehrere bedeutende Persönlichkeiten hervor, u. a. den Frondeur Louis-François II Le Fèvre de Caumartin de Boissy (1624–1687) und den Prévôt des marchands Antoine-Louis Lefebvre de Caumartin (1725–1803).

## Geschichte
Die Station wurde am 19. Oktober 1904 mit der Eröffnung der Linie 3 in Betrieb genommen. Diese wurde damals auf dem Abschnitt von Villiers nach Père Lachaise dem Verkehr übergeben. Beim Hochwasser des Jahres 1910 war die Station, wie viele andere, mehrere Meter hoch überflutet.
Die Station der Linie 9 wurde am 3. Juni 1923 eröffnet. Um 1970 wurde sie renoviert. Sie erhielt ein Dekor im Stil „Mouton-Duvernet“ mit orangefarbenen Wandfliesen und dunkel gestrichener Decke.
1971 entstand mit der Inbetriebnahme des RER-Bahnhofs Auber einer der bedeutendsten Umsteigekomplexe des Pariser Nahverkehrsnetzes.

## Beschreibung
Beide Stationen sind jeweils 75 m lang, sie haben Seitenbahnsteige an zwei Streckengleisen. Die Station der Linie 3 wurde in offener Bauweise errichtet, sie weist eine waagrechte Metalldecke auf. Auf quer zur Fahrtrichtung liegenden eisernen Stützbalken ruhen Längsträger, die kleine, aus Ziegelsteinen gemauerte Gewölbe tragen. Die Station der Linie 9 hat einen elliptischen Querschnitt mit gekrümmten Seitenwänden, östlich davon liegt ein einfacher Gleiswechsel.
Unter der Kreuzung des Boulevard Haussmann mit dem Straßenzug Rue du Havre – Rue Auber kreuzen sich (von oben nach unten:) die Métrolinien 3, 9 und 12 sowie der RER A.
Vom Straßenraum existieren vier Zugänge. Die komplexe Anlage verfügt über elf Rolltreppen, mehr als jeder andere U-Bahnhof der Stadt.

## Fahrzeuge
Als Folge des Unfalls im Bahnhof Couronnes wurde die Linie 3 von Anfang an mit Fahrzeugen ausgestattet, die auf Drehgestellen liefen. Die Fünf-Wagen-Züge bestanden aus drei Trieb- und zwei Beiwagen. Sie wurden später durch Sprague-Thomson-Züge ersetzt, die dort bis 1967 verkehrten. In jenem Jahr erhielt die Linie 3 als erste die neue, klassisch auf Stahlschienen laufende Baureihe MF 67. Die zwischen 2005 und 2008 renovierten Züge sind dort im Jahr 2024 nach wie vor im Einsatz, ab 2028 sollen sie von Zügen der Baureihe MF 19 abgelöst werden.
Zunächst verkehrten auf der Linie 9 ebenfalls Züge der Bauart Sprague-Thomson, die dort ihr letztes Einsatzgebiet hatten. 1983 kam die Baureihe MF 67 auf die Strecke. Seit Oktober 2013 kam zunehmend die Baureihe MF 01 zum Einsatz, am 14. Dezember 2016 verkehrte der letzte MF-67-Zug auf der Linie 9.

## Umgebung
- Stammhaus der Warenhauskette Printemps